# Ruski oligarsi
Ljudi sa engleskog govornog područja su pozajmili izraz ruski oligarsi sa ruskog govornog područja da objasne ogromno, brzo stečeno bogatstvo nekih biznismena bivše Sovjetske republike (uglavnom Rusije i Ukrajine) tokom privatizacije u Rusiji nakon raspuštanja Sovjetskog saveza 1990. godine. Biznismeni sa velikim bogatstvom iz ovih zemalja su bili obeleženi kao “oligarsi”, bez obzira na to da li su imali stvarnu političku moć, što izraz oligarhija može značiti. Analitičari su napravili poređenje između trenutnog ruskog oligarhijskog sistema i sistema Boljara u srednjevekovnoj Velikoj Moskovskoj kneževini.
Ruski oligarsi su preduzetnici koji su se pojavili za vreme liberalizacije tržišta, koje je sproveo Mihail Gorbačov (Generalni sekretar komunističke partije Sovjetskog saveza 1985–1991).

## Jeljcinova oligarhija
Na kraju Sovjetske ere 1991. i tokom perestrojke Mihail Gorbačov, mnogi ruski biznismeni su uvezli i prokrijumčarili robu kao što je personalni računari i farmerke u zemlju i prodali ih, uglavnom na crnom tržištu, za veliki profit.
Tokom devedesetih, kad je Boris Jeljcin (Ruski predsednik iz 1991) izabran za predsednika, oligarsi su se pojavili kao grupa dobro povezanih preduzetnika koji su počeli skoro ni od čega i obogatili se prisustvom na tržištu pomoću konekcija sa korumpiranom vladom Rusije i KGB tokom državne tranzicije na tržišnu ekonomiju. Takozvani program vaučer privatizacije omogućila je šačici mladih ljudi da postanu milijarderi, posebno zbog monopola i velike razlike između starih cena ruske robe (npr. nafta, gas..) i cenama koje preovlađuju na svetskom tržištu. Zato što su sakrili milijarde dolara na privatnim računima u Švajcarskoj banci, a nisu investirali u rusku ekonomiju, oni su nazvani “kleptokrate”. Ovi oligarsi su postali ekstremno nepopularni među Rusima i obično su se posmatrali kao uzrok mnogih nemira u državi nakon raspada Sovjetskog saveza 1991. godine.
Nakon raspada Sovjetskog saveza, poslovni oligarsi uključuju rođake ili bliske saradnike državnih zvaničnika, pa čak i vladine službenike, kao i kriminalne bosove koji su dobili veliko bogatstvo kupovinom državne imovine veoma jeftino (ili besplatno) tokom procesa privatizacije tokom Jeljcinove vlade 1991—1999. godine. Specifične optužbe za korupciju često stižu Anatoliju Čubajsu i Jegoru Gajdaru, dvojici “Mladih Reformatora” uglavnom odgovorne za ruske privatizacije tokom ranih 1990-ih. Prema Dejvid Sateru, autoru knjige “Darkness at Dawn”, ono što je guralo proces nije bila odlučnost da se stvori sistem zasnovan na univerzalnim vrednostima, već želja da se uvede sistem privatnog vlasništva što je u odsustvu zakona, otvorilo način za nelegalno bogaćenje i dolaženje do moći. U nekim slučajevima, kriminalne grupe su kako bi odvratile pažnju sa sebe postavljali ljude kao direktore u preduzećima koje oni kontrolišu.
Iako većina oligarha nije bila formalno povezana sa Komunističkom partijom Sovjetskog saveza, postoje tvrdnje da su promovisani (bar u početku) od strane komunističkih aparatčika, sa jakim vezama sa sovjetskim strukturama moći i pristupu novčanih sredstvima Komunističke partije. Zvanični ruski mediji često prikazuju oligarhe kao neprijatelje “komunističkih snaga”.
Tokom Jeljcinovog predsedavanja (1991-1999), oligarsi su postajali sve uticajniji u ruskoj politici i imali su značajnu ulogu u finansiranju ponovnog izbora Jeljcina 1996. godine. Sa važnim informacijama o finansijskim odlukama vlade, oligarsi mogu lako da povećaju svoje bogatstvo. 1998. godine, ruska finansijska kriza je jako pogodila neke oligarhe.
Najuticajniji oligarsi iz Jeljcinove ere su Boris Berezovski, Aleksandar Smolenski, Mihail Kjodorkovski, Aleks Konanikin, Mihail Fridman, Anatolij Čubajs, Vladimir Gusinski, Vitali Malkin i Vladimir Potanin.

## Oligarsi za vreme Putinovog predsedništva
Najpoznatiji oligarsi Putinovog vremena su Roman Abramovič, Alezander Abramov, Oleg Deripaska, Mihail Fridman, Mihail Prokhorov, Ališer Usmanov, German Han, Viktor Vekselberg, Leonid Mikelson, Vagit Alekperov, Vladimir Potanin, Vitali Malkin. 
Između 2000. i 2004, Putin je bio angažovan u borbi za vlast sa nekim oligarsima, sklapajući "veliki posao" sa njima. Ova pogodba je omogućila oligarsima da održavaju svoju moć u zamenu za njihovu otvorenu podršku i usklađivanje sa Putinovom vladom.
Mnogo više poslovnih ljudi su postali oligarsi u vreme Putinove vlasti, obično zbog ličnih odnosa sa Putinom, kao što je rektor instituta gde je Putin diplomirao 1996, Vladimir Litvinenko, i Putinov trener džudoa iz detinjstva, Arkadi Rotenberg.
Tokom Putinovog mandata, brojni oligarsi su se našli na udaru zbog raznih nezakonitih aktivnosti, naročito utaje poreza u poslovanju. Međutim, široko se spekulisalo i verovalo da su optužbe i politički motivisane. Vladimir Gusinski i Boris Berezovski su izbegli sudski postupak napuštajući Rusiju, i najistaknutiji, Mihail Kjodorkovski, uhapšen je u oktobru 2003. i osuđen na 9 godina, što je kasnije produženo na 14 godina (Putin ga je, međutim, pomilovao i on je pušten 20. decembra 2013)
Termin "oligarh" je takođe korišćen za tehnološke investitore kao što je Juri Milner.
Branioci oligarha tvrde da su kompanije koje su stekli nisu bile jako cenjene u to vreme, jer oni su i dalje radili po Sovjetskim principima, sa nepostojećom kontrolom akcija, ogromnim platnim spiskovima, bez izveštavanja o finansijama i nedovoljnim osvrtom na profit. Oni su zaokretali poslove - često velike, i stvarali vrednosti za akcionare.
U 2004, Ruski Forbs pobrojao je 36 milijardera ruskog državljanstva uz komentar: "Ova lista obuhvata privrednike ruskog državljanstva koji su stekli najveći deo svog bogatstva privatno ne držeći se vladine pozicije." U 2005, broj milijardera pao je na 30, uglavnom zbog slučaja Yukos.
Ruski oligarsi potiču iz širokog spektra različitih etičkih i kulturnih sredina: Rusi, Ukrajinci, Jevreji, Litvanci, Letonci, Gruzijci, Jermeni i Tatari.
Milijarder, filantrop, ljubitelj umetnosti i bivši agent KGB-a Aleksander Lebedev je kritikovao oligarhe, govoreći "Mislim da je materijalno bogatsvo za njih veoma emotivna i duhovna stvar. Oni troše mnogo novca za lične potrebe." Lebedev ih je takođe opisao kao gomilu nekulturnih neznalica, govoreći "Oni ne čitaju knjige. Nemaju vremena. Oni ne posećuju umetničke izložbe. Misle da je jedini način da nekoga oduševe da kupe jahtu." On takođe navodi da oligarsi nemaju interesa u društvenim nepravdama.

### Oligarsi u Londonu
Značajan broj ruskih oligarha je kupio kuće u bogatim delovima Londona u Velikoj Britaniji, koji je nazvan "Moskva na Temzi". Neki, kao Len Blavatnik, Eugen Švidler, Aleksander Knaster, Konstantin Kagalovski i Abram Reznikov su emigranti koji su uzeli trajni boravak u Londonu. Ova zajednica je navela novinare da nazovu grad "Londongrad". Većina u svom vlasništvu ima kuće u obe države i stekli su vodeće interese u većini evropskih kompanija. Oni redovno putuju između EU i Rusije. U mnogim slučajevima njihove porodice žive u Londonu i njihova deca tu pohađaju školu. U 2007. Abram Reznikov kupio je jednu od najvećih kompanija za reciklažu u Španiji, "Alamak Espana Trade SL", dok je Roman Abramovič kupio engleski fudbalski klub Chelsea F.C. u 2003. godini i na plate igrača potrošio rekordne iznose.
U 2013. emigrant Leonard Blavatnik je obnovio kuću koja je verovatno bila najskuplja kuća u Londonu.

### Globalna recesija i kreditna kriza 2008. godine
Prema novinskoj agenciji Blumberg, 25 najbogatijih ljudi u Rusiji su kolektivno izgubili 230 milijardi dolara (146 milijardi funti) od jula 2008. Za pad bogatstva oligarha zaslužan je slom ruske berze, ali i odliv kapitala nakon rata u Gruziji u avgustu 2008.

## Spoljašnje veze
- Mitovi i činjenice o oligarsima Rusije
- (језик: енглески) Ruski oligarsi devedesetih godina Архивирано на веб-сајту  (6. август 2020)